# グローランサーIII
『グローランサーIII』（GROW LANSER III -The dual darkness-）は、2001年12月6日にアトラスから発売されたPlayStation 2（PS2）用ゲームソフト。Best版は2003年12月18日に新作『グローランサーIV』と同時発売された。

## 概要
ジャンルはノンストップ・ドラマチックRPG。キャラクターデザインはうるし原智志。『グローランサーI』の1000年前（同作で「死の世界」と呼ばれていた人類の故郷）が本作の舞台。キャッチコピーは『ドラマチックを駆け抜けろ』。前作と同時製作であり、前作発売より僅か数ヶ月で発売された。
シミュレーションRPGのシステムに近かった前作とは異なり、従来の方式に戻しつつ新たな要素を取り入れている。前作のイベントポイントシステムは廃止され、Iと同じくゲームフィールド上で自由に移動できるようになっている。シリーズ中唯一ワールドマップが存在し、さらにダンジョン内は新システムのランダム生成機能が使われていて入るたびにMAPが変化する（ワールドマップ上は一般的なRPGのように歩数エンカウント）。リング･ウェポンシステムが引き続き採用されており、自由な精霊石の組み合わせによる戦術性が今作でも楽しめる。Iと同じく主人公が話さないため代弁者のマスコットキャラが再び登場する。シナリオも一本道に戻ったことで、Iほどではないがボリュームが増えている。
休暇システムはIのような物ではないが、アパートで仲間達と会話すると言う形で現れている。また、選んだ選択肢によって主人公の性格が変化するシステムも本作より採用されたものである。例えば、優しい性格なら冷徹な選択肢が選べなくなったり、頭が悪いと正確な選択肢が選べなくなったり等。
また、IIと同時製作だった事もあり、効果音、BGM、魔法の演出、一部のグラフィックなどは前作と同じものが使用されている。
特定のイベントをクリアした状態で、かつ前作のセーブデータ（最新の日付のものが読み込まれる）があるとセレブを除き、シュナイダーを含めたIIのキャラクターを召喚し、仲間にすることができる（話の本筋には絡まない）。呼び出せる人物はIIでエンディングを迎えたキャラクターのみ（ウェインのみ無条件、シュナイダーは特定のイベントをクリアすることが条件）。エンディングが決定する直前のデータを残せば、一回のプレイで条件を満たしたキャラを同時攻略する事が可能だが、前作では一回のプレイで全員を加える事は出来ない為、今作で全員を仲間にする為には前作で周回プレイを重ねている必要がある。レベルおよび装備品、リング･ウェポン、スキル、魔法、技はそのまま受け継がれる。

## RMC戦闘
「RMC」は「Realtime Mission Clear (リアルタイムミッションクリア)」の略。敵を全滅させればクリアとなる通常のエンカウント戦闘に対し、ストーリー性を持ったイベント戦闘となる。RMC戦闘ではストーリーの流れに応じた条件を条件を満たす必要があり、パーティーの戦力を上げるだけでなく、刻々と変化する状況に気を配りながら戦う必要がある。

## ストーリー
世界は死に瀕している。太陽の異変によって地上に降り注ぐ陽光が減少していた。そのために作物は育たなくなり、人類の領土は減り、安息の地と食料を求めて国どうしの戦争まで起こり始めるのだった。この危機を脱出するためにはこの世界を捨て、新天地に移住するしかないとフェザリアンは時空融合計画を提唱する。物語は異変の影響の少ないキシロニア連邦で記憶を失った少年スレインが倒れているのを連邦議長の娘アネットが発見するところから始まる。
「僕は一体…誰なんだ…」

## 登場人物

### パーティーメンバー+α
スレイン・ウィルダー（名前変更可能）
声：浪川大輔
17歳。身長178センチ。
本作の主人公。記憶を失くした少年。自分を助けてくれたアネットに「新天地なら過去がなくても苦にすることなく生きていける」と言われ時空融合計画に参加することとなる。他人には見えないラミィを見ることができる。感情が若干希薄目でクールな性格（プレイヤーの選択によって変化してゆく）。性格次第で選べる選択肢が変化する。選択肢における一人称は「俺」で、「～だぜ」というものもある。前作のウェインと違って喋らないタイプの主人公だが、戦闘中は掛け声程度に声を発する。
武器は大剣。戦闘時の性能・成長値はキャラメイキングの結果次第だが、基本的に何でも平均以上にこなせる万能型戦士。
素性
その正体は闇の精霊王（ダークロード）。シオンの離反に対し、先代、先々代のロードは事態のもみ消しを図り、秘密裏に処理しようとした結果、収拾に失敗した挙句事態の深刻化を招いてしまった。それを見かねたスレインは他の精霊使いに事実を公表し、対策を練ろうとした矢先にシオンの襲撃を受けて命を落とした。しかしシオンを倒すまで死ぬ訳には行かないと、ランドルフに敗れて瀕死の重傷を負っていたグレイの身体に魂を宿していた。つまり、グレイの身体に乗り移ったスレインの魂である。本来であれば憑依の際には憑依先の肉体の魂は弾き出されてしまうのだが、スレインはグレイの魂を保つべく無茶な術の使い方をし、結果として記憶を失ってしまった。本来のスレインの容姿は年齢こそ少し上だがグレイによく似ているという。
ストーリー次第では、シオンを倒した後、スレインは冥界へと旅立ってしまう。このままグレイの肉体に居座れば、自分の魂が彼の存在を押しつぶしてしまうからだ。もしものことがあった時のために、生前のスレインは「シオンを倒すという悲願を成し遂げたとき、秘術で憑り付いた肉体の持ち主を助けてあげて欲しい」と闇の精霊使いの長に言い残していた。全てが終わったとき、スレインの魂はグレイの肉体から立ち去ってしまう。しかし、仲間キャラとのエンディング条件を満たし、ホムンクルス製造装置があれば、グレイの肉体を模して作られたホムンクルスに魂を移して生きながらえることが可能（無い場合は誰も誘わなかった場合同様、冥界へ旅立つ）。その際に、闇の精霊使いの使命からも解放されるのでラミィの姿は見えなくなってしまう。しかしシオンを歪ませた精霊使いとしての使命からも解放されたことには変わりなく、思い人や友とともに同じ道を歩むことが出来るようになった。
ドラマCD版
一人称は「俺」で責任感が強く約束を守ろうとする性格。また行動派であり先走ってメンバーを困らせる面も見られる。いわゆる熱血キャラ。作中ではラミィのことや死者が見えることは仲間に伏せており、上手く説明できる自信がないと黙っているので女性陣からは独り言をしていると引かれている。
『グローランサーコレクション』にて明かされた設定
当初、スレインは時空融合計画への参加を考えていた。だが、その最中にシオンによる妨害が起こり、仲間たちが応戦に出て行く。彼らの苦戦を目にしたスレインは、仲間を救うため時空制御塔を飛び出した。自分の移住を諦めてまで計画の成功のために戦った勇者。後世の人々は、彼を「光の救世主」グローランサーと呼んだ。スレインは初代グローランサーでもあり、その由来となった。
元々は『グローランサーII』におけるキャラクター「マクシミリアン・シュナイダー（マックス）」としてデザインされており、「悪役顔なのはそのため」とのこと。
ラミィ
声：堀江由衣
身長は16.5センチ。スリーサイズは上から7.8/5.1/8.0。
闇の妖精。本作のマスコットキャラクターで、魔女のような帽子とコウモリツバサが特徴。おっとりとした口調と性格。普通の人には見えもしなければ声も聞こえない存在なのだがスレインは見ることも話すこともできる。スレインの周りが居心地良いと旅について来るようになる。体長20cm程度でよく風に飛ばされたりする。
シリーズ他作品の妖精キャラと同様、喋らない主人公に代わって代弁者の役を担うが、『グローランサー』のティピ等と違って話せる相手が極めて限定される為、専ら狂言回しに徹する。また、今作では妖精キャラのエンディングは用意されておらず、ラミィと結ばれる事は出来ない。スレインが誰とも結ばれない、或いはホムンクルスが無い場合、彼の魂が冥界へと旅立つ際に途中までラミィがついていくという形で終わる。
人間に当てはめれば外見年齢は15歳程度だが、妖精としての自我が目覚めたのはほんの1～2年前である。
ドラマCD版
彼女の他にも「ルミィ」「レミィ」といった闇の妖精が登場した。性格や口調はラミィと同じでヒューイ曰く「気が抜けてまう」とのこと。
アネット･バーンズ
声：かないみか
17歳。身長165センチ。スリーサイズは上から84/56/82。
キシロニア連邦議長の娘。倒れていたスレインを助け、介護した人物。記憶も行く当てもないスレインを自宅に住まわせるなど世話好きな面が多々ある。スレインにとっては恩人であり、序盤より共に戦う相棒的存在。亡き母に憧れており、髪を伸ばしているのも薬学の知識を持つのも母の影響。性格は明るく基本的に前向きで、周囲の者からの人気も高いが、ヴィンセントに惚れるなど年相応に繊細な部分も持っている。無意識にだが、スレインにはどこか懐かしさを感じている。後にスレインの肉体がかつての幼馴染グレイであることを知る。メンバーの中では精霊使いと全く関連性が無くストーリー後半にはあまり本筋に関わらなくなるが、世界を襲う異変を祓う為、スレインの仲間として最後まで共に戦う。其れでも、彼女のイベントの進行がリードブルグ一家を救う鍵となるので、ベストエンディングには深く関わって来る。
アネットのイベントを進めると、彼女もまた母と同じく薬師を志すようになる。個別エンディングではグレイの身体を持つからではなく、スレイン自身の魂に惚れたと訴えた。
女性ながら戦闘時はHPと物理攻撃力が高いパワーファイターとして活躍する。剣術を得意としており、使用する武器はロングレイピア。ただし、レイピア本来の攻撃法「突き」ではなく、もっぱら斬りつける攻撃法を用いる。魔法に関しては苦手で、ごく一部を除きほぼ使用できず、魔法攻撃にも弱い。
ヒューイ・フォスター
声：川田紳司
肉体年齢20歳。身長185センチ。
関西弁を喋る陽気な青年。その飄々とした性格の裏には何か秘密が隠されているように感じられる。笑いを愛し、世界を平和にするためには笑いが必要不可欠と考えている。普通の人間には見えないラミィを、彼も見ることができる。後にラミィに古典的な漫才を伝授する。
使用武器は長剣。一撃の威力こそアネットやスレインに及ばないものの、モニカ以上の手数を誇る。魔法もバランスよく使用可能な万能型戦士。テレポート（任意の座標に味方一人を自由に移動させられる）を習得できる唯一のメンバー。ただしこれは隠しイベントをこなす必要があり、一部のイベント戦闘では使用できない。
妖精を連れたスレインを名のある精霊使いと見做して接触して来るが、彼が記憶を失っている事を知って落胆。その後、意図を伏せたままスレイン一行への同行を申し出てくる。正体は風の精霊使いのロード候補。風のロードとなるべく試練を受けていたが、やがて異変の真相を知った事で、自分がロードになることよりも太陽の異変を解決する方が先決だと判断し、ライバルにロードの座を譲った（試練の課題として「一般人に正体を知られてはならない」というものがある為、それを破ってスレイン達に討ち明けた）。以降は精霊使いを巡る事件においてメンバーの中心となり、ストーリーを牽引していく。個別エンディングではスレインと互いに親友と呼び合う。彼以外の個別エンディングではビクトルにスレインの新しい身体を運ばされている。
年齢は20歳とされているが実際にはもっと長生きしているとのこと。ただしビクトルほどではないという。
モニカ・アレン
声：南央美
12歳。身長147センチ。スリーサイズは上から75/48/77。
人間の父とフェザリアンの母を持つ少女。母はすでに亡くなっており父は行方不明のため、村でフェザリアンの祖父と暮らしていた（祖父が移住した後は一人暮らし）。純血のフェザリアン同様背中に翼を持つが、飛べるほどには発達していない。しかし代わりにフェザリアンには使えない魔法を使うことができる。性格面でもフェザリアンの特徴が強く出ていて、クールで合理的な考えをしている。反面背伸びしている節もあり、打ち解けた後に子供らしい一面を覗かせることも。幼少期に翼が小さいことを馬鹿にされ、崖から海に突き落とされた経験があり水に対して強い恐怖心がある（そのため彼女の両親はローランド王国を離れ、父の故郷である内陸部のポーニア村に引っ越した）。イベント次第では暗示によってトラウマを忘れさせることができる。
移住計画の手掛かりを求めていたスレイン達と出会い、道案内を務める事になる。しかしそれが終わった後、帰宅するや否やランドルフによって自宅が破壊されてしまった為、スレイン達の誘いを受けて彼等のアパートに身を寄せ、以後も行動を共にする。
精霊使い中心の展開となる中盤からはあまり本筋には関わらなくなるが、実は彼女の父親は闇の精霊使いであり、モニカ自身も精霊使いの素質を宿している。彼女のイベントを進めた場合は闇の精霊使いとして目覚め、ラミィとも会話が可能になる。目覚めた場合、戦いの後はとある闇の妖精（ラミィである事が示唆される）と共に旅立った事が語られ、『グローランサーIV Return』でもその設定が採用されている。目覚めなかった場合はリナシスと暮らしている。
武器は投げナイフを使用。一撃の威力は低いが手数で勝負する。魔法も一定こなせるが、フェザリアンの血が混じっているためか最大MPは低め。
ドラマCD版
ヒューイから「チビっ子」と呼ばれており、からかわれた際は足を踏んで逆襲するなど気の強い面が見られた。
橘 弥生（たちばな やよい）
声：高橋美紀
肉体年齢20歳。身長167センチ。スリーサイズは上から88/54/90。
巫女装束姿の慎ましやかな女性。戦闘終了時に止めの一撃を放つたびに一礼をする、基本的に敬語で会話をするなど、礼儀正しい。スレインの性格が「女好き」だと好感度が上がるなどの一面も。東の別大陸から海を越えてキルシュラーンド大陸にやってきた。月の精霊使いで、記憶や感情を操作する能力を持つ。月のお社から脱走したシモーヌという名の女精霊使いを探している。異変の元凶である組織にシモーヌが関わっている事で事態の解決の為にもスレイン達に同行するが、当初から街中でスレインに「妖精を連れた人」と話し掛けたりなど迂闊な所もあり、結果としてヒューイのロード候補の資格を失わせる事となった（これはヒューイも覚悟の上だった）。
弓術に長け戦闘時も弓矢を使用。弓は射程範囲が相当に長く、一撃の威力が桁違いな代償として、硬直時間が長く設定されている。魔法に関しては回復・補助を中心に充実しており、最大MPも桁違いに多い。
シモーヌの正体はバーバラであり、弥生の友人でもある。小説版ではバーバラは裏切り者としてクライヴに殺されてしまっており、仇討ちのため弥生の手でクライヴを倒すという展開になっている。
ビクトル・ロイド
声：鈴置洋孝
50歳。180センチ。
元々は魔術師だったがフェザリアンに匹敵するほどの科学知識を身につけ魔導学者となる。その知識は時空融合計画の中心人物として選ばれるほど。研究さえできれば幸せというスタンスなため、時に強引な行動に出たりすることも。過去にある人物から魂の壺という危険物の開発依頼を受け製作してしまったこともある。時空融合計画終了後は次の研究場所と研究テーマを求めたため、研究所を提供するというアネットの誘い（作物の品種改良を提案）を受けて一行の仲間に加わる。
アパートで解散しても固有のイベントは存在せず、アイテム作成を依頼する事でのみ好感度が上がる。アイテム作成依頼は一つにつき任務一回分のシナリオ進行が必要であり、また、ビクトル自身をパーティに加えている間は開発が止まってしまう。但し、終盤に入れるエクストラダンジョンの最奥部まで行く事で何度も作成は可能。
仲間キャラとのエンディングでは、スレインは彼が開発したホムンクルス製造装置で新たな肉体を得て生き永らえる事ができる。従って、装置作成を依頼しておかないと誰のエンディングも迎えられない。
武器としてはハンドガンを使用する。銃は弓矢に似た特性を持っており、魔法も得意な後方支援型。MPは弥生ほどには高くない。
ミシェール・リードブルク
声：清水香里
14歳。153センチ。スリーサイズは上から80/52/79。
生まれながら免疫不全症の女の子。ウィルスを遮断するため密閉除菌された部屋から出ることができない。フェザリアン製作のこの部屋はメンテナンスに相応の知識が要されるためモニカがその役目を負っている。同じ村に住んでいることもあり、当初からモニカとは友人関係にある。シェルフェングリフ帝国軍人オルフェウスの妹で、いつも彼のことを心配している。趣味は絵を描くことで海の絵を描くのが夢。月の精霊使いとしての資質を有しており、妖精と会話できる。
物語の途中で部屋の装置が壊れてしまい、処置を施さなければ死んでしまう。救出した上で更に条件を満たす事で健康な体になり、外の世界でも生きていけるようになる。その場合は月の精霊使いを志す。仲間にはならないがエンディングが用意されており、その際はスレインの振りをしたグレイから告白されるがすぐに別人と見破った。

### キシロニア連邦
アルフレッド・バーンズ
声：相沢正輝
アネットの父でキシロニア連邦評議会議長。アグレシヴァル王国からの侵攻を防ぐためテオドラ派と同盟を結び、食料の援助をする代わりに援軍を要請する。民が安全に暮らせる土地を求め続け、その土地探しを娘であるアネットとスレインに命じた。その結果、連邦は時空融合計画に参加できる資格を得たが、アルフレッド自身は自国を見守るためにこの世界に残ることを選択した。
スレインに今は亡き友人の姿を重ねて見ており、彼になら娘の補佐を任せられると考えている。その友人とはスレインの転生体であるグレイ・ギルバートの父親であり前連邦議長であった人物。10年前、一議員に過ぎなかった彼は親友であった連邦議長と妻を亡くしてしまった。同時に大切な存在を二人もなくしたことで傷心を受けたアルフレッドだが、親友の遺志を受け継いで乗り越え、連邦議長の座を受けた。
バーンズ夫人
声：不明
アネットの亡母。献身的で芯のしっかりした性格でアルフレッドの心の支えでもあった。独学ながら薬学を学び多くの人を救っている。また、美しい長い髪の持ち主でもある。ミシェールとオルフェウスの両親とも親しく、娘の免疫不全問題で助けを求められるなど頼りにされていた。グレイの父ギルバートが食中毒で倒れた際、薬草を取りに出かけるが、ある男の手によって帰らぬ人となる。
物語冒頭でスレインがヴォルトーンに帰ろうとした際、無念からその場に留まっていた彼女の魂とスレインの力によって殺害時の様子が再現される。本来ならランドルフに致命傷を負わされた後に通りかかった男に鞄も奪われ、そのまま事切れてしまったのだが、この際には介入したスレインに鞄を取り戻す事を託して姿を消す（ここでスレインはランドルフを倒すが、あくまで過去の再現である為、現実に倒した事にはならない。また、介入せず去ろうとした場合は本来の歴史通りの最期を迎える）。その後、実際にランドルフを倒すとスレインとグレイに感謝しながら冥界に旅立っていく。尚、鞄の奪還はこのイベントとは関係なく、アネットのエンディング条件になっている。
マーシャル・バーンズ
声：不明
アルフレッドの弟で、アネットの叔父。キシロニア連邦警備隊の隊長を務めている。評議会議長である兄アルフレッドやその娘アネットとの立場上の関係で、アネットを「お嬢様」と呼ぶ。序盤の関所突破戦で仲間と共にオトリとなり、アグレシヴァル軍将軍たちによって殺されてしまった（戦闘で撃破されなかった場合、直後のアネットの台詞が一部変わるが、いずれの場合にしろその後マーシャルが姿を見せることはない）。
ロナルド
声：村上誠
キシロニア連邦警備隊のベテラン隊員。物語序盤でアグレシヴァル軍が襲撃してきた際、戦いの最中記憶がフラッシュバックし意識朦朧となったスレインを庇い、重傷を負う。2ヶ月後、見張り台の上に居たスレインの前に現れるもいつの間にか姿を消した。アネット曰く、実はその直前に息を引き取っており、魂だけがスレインの元へやってきた事と、闇の精霊王であるスレインだからこそその姿が見えた事がうかがえる。
ロナルドの妻
夫ロナルドを失った時は悲しみにくれるも、周囲からの気遣いもあって立ち直り、後にスレイン達の拠点となるヴォルトーン旧市街のアパートの管理人となる。

### シェルフェングリフ帝国・テオドラ派
ケネス・レイモン
声：松本保典
シェルフェングリフ帝国後継者争いでテオドラ派に属する軍人で、出は平民。平民は小隊長までにしか出世させないとの貴族主義を貫くテオドラ派で唯一中隊長を任される異例の出世を遂げる。正式な肩書きは帝国軍第九大隊所属北東方面守備中隊長。豊富な戦術知識を持ち、奇抜な作戦で何度もテオドラ派を救う。だが民にとって無益な戦いを嫌う彼にとって、この後継者争いも心地よいものではない。その性格から、士官学校同期のヴィンセントに比べて戦闘能力は圧倒的に劣るものの、高い戦術知識は一目置かれており、ヴィンセントから名指しで勧誘をされるほどである。連邦と同盟を結んだ帝国により、僅か20人の部下と共に連邦へと派遣されるが、スレイン達の協力を得た奇策を以てアグレシヴァルと渡り合う。後のアグレシヴァル軍による帝都占拠の際には一時的に撤退しつつも、ゲルハルト帰国の隙を突いてカール第一皇子を救出し、アグレシヴァル軍を降伏・撤退させた。その後はグランフォード派と協力してシオンが裏で操るジェームズ派を追い込むも、オルフェウス率いる部隊に阻まれて手をこまねいており、以降はストーリーに絡まない。
テオドラ・ウェリントン
声 - 小林沙苗
シェルフェングリフ帝妃。皇帝死後に自身の子であるカール第一皇子の摂政となり帝権を握る。徹底した貴族主義を持ち、軍において平民は小隊長までしか出世させないとしている。そもそも高貴な貴族出身の彼女からすれば、平民とは支配の対象としか考えてはおらず、豊富な兵力を持ちながらも、自分の徹底した貴族主義が災いし、それを活かすことができずにいた。
皇帝暗殺犯に仕立て上げられたグレイ・ギルバートを殺したランドルフの実力を見込んだ彼女は、自分の専属にならないかと彼を勧誘する。しかし、ランドルフはゲルハルトから彼女の暗殺依頼を受諾してしまい、逆に暗殺されてしまった。
カール第一皇子
帝国皇帝オーギュストとテオドラの実子。まだ生まれたばかりの赤子であることが災いし、彼に継承権があることに納得のいかなかったジェームズ派の蜂起を引き起こしてしまった。ゲルハルトの策で人質に取られてしまったが、ケネスの策によって後に解放された。
ケネスの父
シュワルツハーゼにあるケネスの実家にて、ケネスの娘である孫娘と共に暮らしている老人。かつては商売をしていたが、商売に失敗して破産したことで生活が苦しくなり、ケネスが生活の為軍に入ったことを今も後悔している。
ケネスの娘
ケネスの実家にて祖父と同居している娘。普段は軍務で父ケネスと離れ離れながらも明るさを失わない少女だが、劇中の行動によってケネスが実家に寄り1泊した時はとても喜ぶ。闇の精霊使いの素質を有しており、ラミィの声を感知できる。

### シェルフェングリフ帝国・ジェームズ派
ジェームズ・ウェリントン
声：松本保典
第二帝位継承権所持者にして、皇帝オーギュストの実の弟。
皇帝の死後、第一皇子のカールがまだ赤子であることから自分に帝位継承の権利があると主張しテオドラと対立する。自信家で才気溢れる青年で、民のことを真摯に考える姿に多くの支持者が集まった。身分を問わず有能な者を採用する制度が功を奏し、貴族主義のテオドラ派との戦いを有利に進めていく。一時は帝国の領土の半分を手中に収めた。
しかし、純粋に帝位奪還を志していたジェームズ派だったが、バーバラを同士として迎えたことでシオン一派に侵食されていった。知らないうちに内戦を長引かせ、多くの死者を出すことへの手伝いをさせられていた。裏切りに気づいた時には既に時遅く、ジェームズはシオンに就いた部下によって幽閉されてしまった。後にスレインたちによって救出され、シオンの元へ通じる隠し通路の存在を教えた。
ヴィンセント・クロイツァー
声：森川智之
24歳。帝国三将軍の中で唯一ジェームズ派に属している。部下のオルフェウスとは親友で、ケネスとは士官学校の同期。戦闘スタイルは二刀流で、戦いの最中に剣が折れても戦えるように予備を含めた4本の剣を背に差している。国内外に知れ渡るほどの圧倒的強さを持ち、部下思いで正義感も強いため、軍でも人望の厚い彼だが融通が聞かない性格なのが珠に瑕。
バーバラの精神操作を受ける上官の姿を目撃してしまい、彼はジェームズ派がシオンに傀儡となっていたことを知る。その後同僚であるオルフェウスを誘ってグランフォード派に合流を試みる。しかし、オルフェウスは既にバーバラの正体を知っており、母への情からヴィンセントに付いて行くことが出来ず、後に死を覚悟して戦う彼と剣を交えることになる。オルフェウスの生死に関わらず、戦闘後は事後処理に当たり、シオン打倒はスレイン達に託した。
任務に忠実な反面、堅物で融通の利かない性格で、彼は同僚であったケネスと対立したときも倒すべき対象としか考えていなかった。だが、普段は冷徹に任務を遂行する彼も、親友であったオルフェウスと対立したときは驚愕を露わにしていた。それでも死力を尽くして戦うあたりに信念の強さが見て取れる。
オルフェウス・リードブルク
声：吉野裕行
19歳。ミシェールの兄。ヴィンセントの部下でジェームズ派に属する。戦闘スタイルは高速の抜刀術。母が失踪し、父が病死した後一人で不治の病に侵された妹の面倒を見ており、内戦中も非番の折にはポーニア村へと足を運んでいた。しかし自身も肺病を患っており、本来の力が発揮できないでいる。軍規にとても厳しいが、優しい性格で自分のことよりも他人のことを優先して考える。
後にバーバラが母親だと知り、自分とミシェールの病を治す薬があると告げられて彼女の元へ下った。その後、妹がもう助からないと知った彼は、同僚であったヴィンセント・クロイツァーとの戦いが自身の最後にふさわしいと考える。ストーリー展開によってはヴィンセントとの対決で死亡してしまうが、ミシェールを助けることができた場合、オルフェウスの戦いを止めることが可能。その場合は、ジェームズ城でのバーバラ、クライヴ戦に参加し、母親を説得する。

### シェルフェングリフ帝国・グランフォード派
グランフォード
声：藤井裕士
地の精霊使いでシェルフェングリフ帝国ピブリオストック領現領主の息子。父が亡くなったため領土の統治と太陽の異変を元に戻す使命を受け、精霊使いの総本山を出た。スレインたちと協力しキシロニア連邦と同盟を結び、帝国の内乱を収めるためグランフォード派を結成する。後にヴィンセントらを仲間へと向かいいれることにも成功。太陽の異変を止める際にも力を尽くす。
テッド
グランフォードの部下でポーニア出身。アレン家と親しく、特にリナシスと仲が良かった。ジェームズ派のポーニア襲撃事件で村人を守って戦死する。

### アグレシヴァル王国
ゲルハルト・オーヴェル
声：麦人
50歳。アグレシヴァル王国軍総司令官。年老いた今は前線に出ることは少ないが、若かりし頃は王国一の武人と謳われた猛者。豊かなキシロニア連邦や内乱に揺れるシェルフェングリフ帝国を狙って領土拡大のために軍を動かす。連邦議長や帝国皇帝暗殺など、他国のリーダーを暗殺することで混乱を誘い、領土を広げることを画策していく。シオンが「戦争を利用していた黒幕」ならばゲルハルトは「戦争を起こした黒幕」たる人物。戦争の裏で様々な謀略を巡らす反面、主人公たちと直接激突する機会はなく最終的な決着もついていない。
手始めに暗殺者グレイにアルフレッド・バーンズの暗殺を依頼し、一方で本命の暗殺者ランドルフを雇う。ランドルフが皇帝を暗殺するとグレイにその罪を着せる形で謀殺する。始めからグレイはランドルフの罪をかぶせるための替え玉だった（実際にはスレインの魂が入り込んでことで一命を取り留めた）。その後、更にランドルフにテオドラ・ウェリントンを暗殺させる。こうして混乱状態に陥ったシェルフェングリフに取り入り、隙を突いてカール第一皇子を人質に取る。しかしゲルハルトが本国へ帰国することとなってしまい、今度はその間隙をケネスに突かれ、帝都を包囲することで兵糧攻めを開始されてしまう。帝都を包囲していたアグレシヴァル軍はカール皇子を引き渡し、降伏。無傷でシェルフェングリフ帝国から撤退した。以後、ゲルハルトは戦線から離脱してしまい、登場しなくなる。
ゲルハルトを冷酷と評する声があるが、それは少し違う。たとえば彼は、収穫時に戦乱を起こしても益が少ないと、連邦への総攻撃を中断した。これは打算による判断でもあるが、ゲルハルトのポリシーに基づく行動でもあった。彼のポリシーは「いかに敵を出し抜き、いかに効率よく戦果を上げ、いかに楽しむか」。ゲルハルトにとって戦いとは「ゲーム」であり、「勝利」はあくまで目的の一つでしかない。
劇中では生死については明言されないが、後に『グローランサーIV Return』に登場する為、生存は確定している。また、葉月曰く、「IIIの続編を作るなら、彼が事件を起こしてくれそうだよね」ということでゲルハルトは死亡しなかったという設定は当時からあった。
シリーズ6作目『グローランサーVI』には、彼のデザインを流用したキャラクターが登場する。
アグレシヴァル王国将軍
声：不明
アグレシヴァル王国軍の将軍にして、連邦侵攻の前線指揮官。ゲルハルトに忠誠を誓う老練な将軍として、戦場にて刃を振るう。
ストーリー序盤で戦う強敵であり、アネットの叔父マーシャルとその仲間たちの仇である。後のデルフィニア解放戦にてスレインたちと交戦し、戦死した。その際、軍人としての使命を果たしたことと、そしてもう自分の死を悲しむ家族もいないことを嘆いていた。
愛する家族を異常気象で亡くした過去を持つ。

### アサシン
ファルケンフリュークを拠点に活動する暗殺者達。暗殺者の歴史は長く、過去多くの戦乱の影には、彼らの影があった。特に裏家業のネットワークが整備された近年、国家の要人でも暗殺者と容易にコンタクトが取れるようになり、ゲルハルトを初めとした多くの人物が利用している。
グレイ･ギルバート
声：浪川大輔
17歳。両親とアネットの母を殺された敵を討つために、暗殺者となった青年。彼のターゲットは悪人に限られ、義賊と慕う者も多い。インビジブル・ストーンを使って姿を消すことができるため、インビジブル・グレイの異名で知られている。
アネットの幼馴染で、アルフレッドの友人であったかつてのキシロニア連邦評議会議長ギルバートの息子。ギルバートの死後アネットの前から姿を消し、現在は行方不明。アネットの母の死亡理由を知る人物。
ゲルハルトからアルフレッド・バーンズの暗殺を受諾。しかしそれは、彼を暗殺するためではなく、他の暗殺依頼が行かないようにするためであった。ゲルハルトを欺いたと思っていたグレイだが、罠にかけられたのは自分だと後に知る。
ゲルハルトとの密談後、グレイは道端でうずくまっていた女性を見つけた。近付いた途端、攻撃を受けてしまい重傷を負う。女性の正体はランドルフの変装した姿であり、皇帝暗殺の容疑を自分に押し付けるための罠であったことを知った。崖から落とされたグレイは瀕死の重傷を負ったが、スレインの魂が憑依したことで一命を取り留めた。その後はスレインと肉体を共同し、彼が眠った時には自分の意思で身体を動かせるようになった。ひねくれた性格のため、仲間たちにはつっけんどんな態度を見せるが自分を助けてくれたスレインには恩を感じている。スレインの強力な精神に押しつぶされそうになりながら、そのことはまったく怨んでおらず、自分がいずれ消える可能性も覚悟してアネットが話をしたいと言っても「俺は消えた事にしてくれ」と表層化しなかった。その為、中盤以降はメインストーリーには登場しない。
シオンとの戦いの後はスレインの魂が離れた事で肉体を取り戻す。ミシェールとのエンディングの際に、スレインのフリをして彼女を誘惑しようとしたが一発で見抜かれてしまい、舌打ちと共に「やっぱりダメか」と言い残して立ち去った。他のエンディングでは基本的に身体が戻った事を喜びつつ素っ気なく去って行く。アネットとのエンディングの場合は、抱き合うスレインとアネットを黙って見守る。アネットを誘いつつ、スレインの魂が冥界に去った場合はアネットに「家に帰ろう」と告げて共に去って行く。
ランドルフ
声：内田正利
毒物の扱いに長けた暗殺者。武器は鎖のついた巨大な手裏剣を用いる。基本的に敬語で話すが、内心では他人を見下しており小ばかにしたような態度を取る。
金次第でどんな人間も殺すため扱い易い人間である反面、かつての依頼人であろうとも同じ理由で簡単に裏切る危険人物でもある。裏工作も得意であらゆる悪事に手を染めている。グレイの両親とアネットの母を殺害した張本人。そして、シェルフェングリフ皇帝を暗殺し、その罪をグレイに着せた真犯人である。
主要人物と関わりある様々な人間を殺害し、物語の裏で暗躍した人物であるが、途中からストーリーには絡まなくなり、通常の展開では最後まで登場せず終わってしまう。展開次第でグレイと対決、因縁の決着を図ることが可能（直前にスレインに戻ってしまうのでグレイは実際に戦わない）。当初、次回作での続投を想定して決着イベントは設定されていなかったが、スタッフ陣から「決着を付けさせて欲しい」との声が上がり、急遽イベントが用意された経緯がある。

### シオン一派
シオン
声：子安武人
時空融合計画を阻止しようと時空制御塔を襲撃した青年。謎の組織を率い、各地で様々な悪事を働いている。スレインの過去を知る人物で、何故か倒されても倒されても何度も現れる。彼の行動には不鮮明な部分が多いが、物語が進むにつれ、彼の真意が見えてくる。
その正体は、三代前のダークロードで本作のラストボス。推定年齢200歳。受け継いだ秘術を悪用し、太陽の異変を招いた張本人でもある。普段は自分の肉体を模造したホムンクルスを操ることで、自らの闇の波動を隠し、正体を悟られぬように行動している。前作のシュナイダー同様、最終決戦は制限時間以内に護衛を退けて彼を倒すというミッションとなる為、人外の姿である第二形態は存在しない。
太陽の異変は、シオンが悪用する「闇の秘術」によるもの。使い続ければ使うほど、シオンの肉体には闇の波動が強く発せられてしまい、太陽の光を失わせてしまう。それを止める方法はただひとつ。波動の元となっているシオンを殺すしかない。歴代の闇の精霊使いたちは、幾度もシオンに戦いを挑んできた。しかし、かりそめの肉体が何度壊されようと、宿った魂はすぐに逃げてしまう。そのためシオンを『殺す』ことができず、今まで誰にも倒すことができずにいた。現代のダークロードであるスレインも、闇の総本山を襲撃したシオンによって殺害されてしまう。この時にはモニカの父ピート・アレンもシオンの手にかかっている。
障害となる邪魔者を始末したシオンは、各国の抗争に目を付け、戦火を拡大。ビクトル・ロイドに作成を依頼した「魂の壷」に5万の魂を集め、最終目的である「不老不死の秘術」達成に向けて行動する。
しかし、闇の精霊使いのロードであるスレインには、シオンを越える素質が眠っている。肉体を失ったスレインだが、そのうちに眠る素質だけはなくしていない。再び、闇の精霊使いとして覚醒したスレインによって、シオンはジェームズ城の戦いで本体を壊された。いつも通り秘術で肉体と魂を分離させようとしたシオンだが、スレインが発動させた術によって闇の精霊達の支配権を奪われてしまい、秘術が行使できず死亡。肉体は消滅し、魂は冥界へと旅立っていった。その際に、スレインの成長に驚き、自分の悲願が達成できなかったことを悔いている。
最終決戦ではこの世界が「人が精霊の力を抑制しなければならない不完全な存在で、自分が手を下さずともいずれ滅びる」であろう事を語り、その前に自身が王となって導くと主張するが、アネットと戦わせると彼が秘術を悪用した根本的な動機が語られる。それによると精霊使いという立場にあるだけで自由を奪われ、手にした力は抑圧され、来る日も来る日も修行を積み重ねることに嫌気が差したという。なお、小説版では彼と母親の悲しいオリジナルエピソードがあり、彼の行動理由を裏付けるものとなっている。そちらでは一人称も「私」ではなく「僕」になっており、口調も異なる。また、『グローランサーIV Return』では彼の別の一面が垣間見えるなど、元々悪人だった訳ではなく精霊使いのシステムの所為で歪んでしまった事がうかがえる。
シオンが各国の持つ三大宝珠を集めていた理由は、ピエーネ湖の地下に眠る「アルティーメータ」を採取するため。不老不死の秘術に欠かせないもの。
クライヴ
声：志村知幸
年齢25歳。二本の刃を扱う凄腕の剣士。何よりも戦闘が好きな狂戦士で、行く先々で何度も姿を見せては度々スレインたちの前に立ちはだかる。初期の強敵として何度も登場した。
ヒューイと同じく風の精霊使いだったが、シオンに対して忠誠を誓って彼の仲間となった。扱いが高度だといわれる「テレポート」を用いるなど、その技量は風のロードに匹敵するほど。シオンの配下の中でも幹部クラスの地位にある。
ジェームズ城にて、バーバラと共に陣形を展開。シオンを倒すために乗り込んできたスレイン一行と最後の交戦をすることとなる。
スタッフ曰く、彼がシオンの仲間になった理由は「やりたい放題に行動できるから」とのこと。
小説版では裏切ったバーバラを殺害し、最終決戦で弥生によって仇として討たれることになる。また、ゲームでは悪行に手を染める一方で性格自体は理性的だったが、こちらでは下卑た性格になっている。
バーバラ
声：吉田小南美
帝国宮廷魔術師。外見年齢26歳。胸元が大きく開いたスリットの深いドレスに巨大なショルダーアーマーといういでたち。ある目的を持っているため不鮮明な行動が多い。人々を洗脳して手駒として使う能力を持つ。
本名は「シモーヌ・リードブルグ」。オルフェウスとミシェールの実の母であり、弥生の先輩にあたる月の精霊使いである。夫を愛していたが、月のお社に連れて行かれてしまい離れ離れとなってしまう。その後、シオンから「子供達の病気を治す方法を知っている」という勧誘を受けて月のお社を飛び出し、以後バーバラと名乗ることとなった。声優コメントによると実年齢は50代。
最後はジェームズ城でスレイン達の前に立ちはだかるが、ミシェールの病気を治すことができていればオルフェウスが加勢し、改心してスレイン達に協力する。ミシェールの病気を治していない（＝オルフェウスが死亡している）場合はクライヴ共々スレイン達に討たれ、ミシェールに助けられなかった事を詫びながら息を引き取る。
元々は子供思いの優しい女性で、子供達のためとはいえ悪行に手を染めていたことを悔やんでいたが、組織に居る間は敢えて手を汚し、オルフェウスに説得するまでは非情な悪女に徹していた。しかし生存させた場合でも悪行の咎めを受けた様子は無く、弥生と共に月の社に帰り、数年後にスカウトされたミシェールと共に暮らす事が語られる。
アネットの母とは旧友で、彼女に娘の治療薬の研究を頼んでいた事が事態打開に関わるが、アネットを旧友の娘とは気付いていなかった。
『グローランサーIV Return』では生存しており、本名の「シモーヌ」を名乗るようになっている（当時を恥じている為、「バーバラ」と呼ばれる事は嫌悪している）。
小説版ではクライヴの手にかかり殺されてしまう。

### 友人・知人
リナシス・アレン
モニカの叔父でフェザリアン。フェザリアンながらも情に厚い性格であったが、義兄ピートの失踪事件と姉ルーミカの病死が原因で極度の人間不信に陥っている。義兄の行方を突き止めるべく、時空融合計画には参加しなかった。父親譲りの優秀な技術者で、ミシェールの無菌室は彼が制作したものである。
モニカのイベントを進めた場合、ピートが世界を救うために姿を消したことを知り、人間達と和解する。モニカが闇の精霊使いに目覚めなかった場合は戦いの後は彼女と暮らしており、人間嫌いがなかなか治らないながらも科学技術を人々の為に役立てている。
フェザリアン女王
声 - 甲斐田裕子
時空融合計画を主導するフェザリアンの女王。当初はこの星の大地の半分を丸ごと新天地へと転移させる予定だったが、時空の宝珠をシオン一派に奪われてしまった事で代用品の「時鉱石」を使わざるを得なくなる（時鉱石では時空制御塔のある島しか移動出来ない）。スレイン達が時鉱石採取を引き受けた見返りとして、キシロニア連邦へ移住希望者を募る迎えを出す。その後、スレイン達がシオン一派の妨害を凌いだ事で島ごと新天地へと旅立って行った。エンディングでは後にフェザーランドが築かれる山を前にして「この世界を新たな故郷とし、生きるのみ」と人々に告げる。
『グローランサー』とは違いこちらは人間に対する不信感は持たない。
ピート・アレン
ポーニア村出身の名剣士。モニカの父親で、闇の精霊使いの素質を持った男性。妻ルーミカとの間にモニカをもうけた後、闇の精霊使いたちにスカウトされ、失踪する。
その結果、妻は無理がたたって死亡。義弟のリナシスもピートを憎んでおり、その憎悪は人間種全体へと向けられていった。しかし、ピートは世界を、ひいては家族を守るために闇の精霊使いとなる道を選んだ。もう二度と、家族の元へ返れなくなる覚悟を抱いて。シオンが闇の総本山を襲撃した際にスレインと共に死亡してしまうが、彼の意思はしっかりと娘に受け継がれていくこととなる。
ルーミカ・アレン
モニカの母親で、フェザリアン。そしてリナシスの姉でもある。武者修行をしていた剣豪ピート・アレンと恋に落ち、モニカを出産する。ピートが失踪した後、女でひとつで無理な生活がたたって死亡した。これにより、弟のリナシスが人間不信に陥るきっかけとなった。
志半ばで死亡したルーミカだが、最後まで夫のことを信じて愛を貫き通した。
トニー
シェルフェングリフ帝国の裏世界で動いている情報屋。当初はスレインをグレイと思い込んで接触して来るが、誤解に気付かないまま去って行く。後にグレイが表層化した状態で再び接触し、ランドルフを誘い出すべく行動するも最後はランドルフに致命傷を負わされ、グレイに報告した後に息を引き取る。

## キーワード
キルシュラーンド大陸
IIIの舞台となる世界。日照りにより大旱魃を起こした地域や、今もなお続く長期の大雨によって大地が腐った地域等を持つ。さらに最近では太陽の異変により陽光がほとんど届かなくなった死の大地。
キシロニア連邦
アネットの父アルフレッド・バーンズが評議会議長（＝国の代表）を務める。太陽の異変による影響が少ない土地で、首都はヴォルトーン。食料は豊富だが軍事力が他国に比べ低いため、いつも危険にさらされている。これまでは平和的解決が取られてきたが、太陽の異変が起こり危険が増加したため、自警団を組み戦力の増強を図る。またシェルフェングリフ帝国テオドラ派と同盟を結んだりと自国防衛に余念が無い。
シェルフェングリフ帝国
大陸最大の領土を持つ国。帝都はファルケンフリューク。皇帝であるオーギュスト・ウェリントンが崩御してから帝位を巡ってテオドラとジェームズの対立が起こり、帝国を東西に分断する大規模な内乱状態となる。
テオドラ派
幼少のシェルフェングリフ帝国第一帝位後継者カール・ウェリントンを名目上の元首とし、実質的には亡きオーギュストの妃でカールの母親であるテオドラ・ウェリントンが率いる派閥。帝都ファルケンフリュークを中心に帝国西部を勢力圏としている。帝国3将軍の内2人が属している為、内乱序盤においては優勢であった。テオドラの意向により政治や軍事は貴族中心の貴族主義であり、平民出身ながら多大な功績を挙げたケネス・レイモンを中隊長に昇進させた際には、ナイトの称号を与えて（形の上で）貴族の一員とすることで体裁を整えたほど徹底している。ケネス以外の中級・上級将校は全員貴族の生まれである。
ジェームズ派
カールが幼少であることを理由に帝位継承に異を唱えた第二帝位後継者ジェームズ・ウェリントンが率いる派閥。中立のビブリオストックを除く帝国東部を勢力圏としており、リンデンバーグのさらに東に位置するジェームズの城が本拠地。帝国3将軍の1人である名将ヴィンセント・クロイツァーやその部下オルフェウス・リードブルク、そして実力ある若手の人材を登用している為人材の質の面ではテオドラ派に勝っている。
グランフォード派
シオンの陰謀を止める為ビブリオストックへと戻ってきた現領主の息子グランフォードが、テオドラ派とジェームズ派の内戦を終結させて帝国を再統一すべく興した派閥。当初は本拠地ビブリオストックの衛兵程度の戦力しかなかったが、キシロニア連邦との同盟締結に加えてテオドラ派やジェームズ派から賛同者が合流したことにより、一大勢力となる。
アグレシヴァル王国
武力政策で国土を拡大する国家。太陽の異変による食糧不足が深刻化しキシロニア連邦を狙って軍事行動を取る。戦争中は時に王や大臣の発言よりも軍総司令のゲルハルトの発言の方が優先される場合もあるほどの軍事国家で、結果としてキシロニアのみならずシェルフェングリフ帝国をも狙う。
ローランド王国
シェルフェングリフ帝国から南東の山脈を越えた地に位置している国家。国土の大半が長雨によって荒れ果て、作物が根腐れを起こし全く育たなくなった為、新天地を求めてフェザリアンと協力して時空融合計画に参加する。人間の国だがフェザリアンと友好関係にあり、領内には多くのフェザリアンが住んでいる。
時空融合計画
フェザリアンが提唱した太陽の異変を回避する計画。異なる二つの三次元世界を四次元的に重ね合わせて住民を移住させるのが目的。今回の場合、キルシュラーンド大陸と三国大陸（『グローランサーI』、『II』の世界）を結びつけ、キュルシュラーンドから三国大陸への移民を行う。ただし、キルシュラーンドから移民した人々はあくまでキルシュラーンドの三次元的存在であり、三国大陸の三次元的存在とは異なるため、四次元（時空）が歪むと本来の世界であるキルシュラーンドに強制送還される。これが三国大陸で時空干渉能力が多用できない理由の一つである。
時空制御塔
時空融合計画を実行するために作られた塔。飛行可能で、居住区としての役割も果たしている。後に騒乱の中心となる場所。
精霊使い
精霊を使役して、様々な自然を操り世界を管理する存在。精霊使いはその存在を人間社会に知られてはならないという掟があるため精霊使いのことを知る者は少ない。精霊使いは操る精霊によって6種類（陽・風・地・海・月・闇）に分けられる。それぞれの精霊使いを統べる者をロードと呼ばれ、彼らの知識は「記憶のルビー」によって後継のロードに受け継がれる。ただし、後継のロード選びには大変厳しい基準と試練があり、いかにロードたる実力や精神の持ち主でも課せられた試練に反する行いをすれば、理由はどうあれロード候補からは有無を言わさず外されてしまう。また、精霊使いとして修業を積んだ者は一般人に比べて寿命が長く、老化も緩やか。その素質は血縁者（主に息子や娘）にも受け継がれることがある。素質のある者は一般人と結婚していようと有無を言わさず引き離され、総本山で修行の日々を送らされる（シオンやバーバラが該当）。
その秘密主義故に、重大問題への対応が遅れ世界規模の惨事になる、スカウトされた者の家庭で混乱を引き起こす、我が子可愛さ原因の脱走事件が起こるなど作中でもシステム面の問題が描写されている。特に本作のラスボスであるシオンは、素質があるからというだけで総本山での修業の日々を強制され、優秀でありながら能力を抑圧される事に嫌気が差し、「自分のために力を使う」という欲望に囚われ暴走してしまった為、ある意味ではこのシステムそのものが全ての惨劇の元凶とも言える。しかし作中ではこれらの問題についての改善は最後まで見られず、グローランサーコレクションには「シオンの欲望はすべての精霊使いに言えること。いつかまた第二第三のシオンが現れるかもしれない」と語られている。
妖精
100年の時を過ごした精霊が生まれ変わった存在。精霊は意思を持たないが妖精は意思を持つ。妖精は数十年の生涯を終えると多くの精霊に生まれ変わる。
フェザリアン
背中に羽を持つ人種。海流によって隔離されたフェザーアイランドに住んでおり、一部はローランド王国で暮らしている。魔法は使えないが人間よりも高度な科学力を持つ。太陽の異変問題を回避するために時空融合計画を行う。感情を表に出すことを嫌う物静かな種族だが、歌を好むといった面も。人間との間に飛行能力のない混血児を作ることもできる。
リング=ウェポン
装備者が強く念じることで、その者を象徴した武器に変わる指輪。精霊石をはめる事で、その石の特徴を武器に表すこともできる。リング=ウェポンを使える者をリングマスターと呼ぶが、マスターになる資質を持つものは100人に1人程度の割合でしか存在しない。また、有能な武術家でも不適合となることもあり、マスターとなるための必要条件は不明。実際には操作キャラクターで扱えないものはおらず、IIと同時製作だったためか設定が活かされなかった。
魂の壺
人間の魂を吸収する壺。ここに閉じ込められると輪廻の輪から外れ、成仏できない。また、壺を無理に破壊すると中の魂も破壊されてしまう。開発者はビクトル・ロイド。シオンに頼まれて製作した。彼はこの壺に5万の魂を集め、闇の秘術によって不老不死の肉体を得ようとしていた。
グローシュ
この世界では多量に存在する魔法の源。この世界から四次元を通して三国大陸（初代の舞台）にわずかながら流れている。その為、三国大陸と違ってこの世界では魔法は当たり前のように使う事が出来る。それ故にこの世界の人間は科学が殆ど発達しておらず、ビクトルのような一部の者以外には無縁の技術となっている。三国大陸のグローシアンは、この世界とリンクしてグローシュを使うため強大な魔法も扱える。

## 主題歌
君のあしたへ
歌 - 南央美
サウンドトラックにはショートバージョンが収録されているが、フルは未収録となっている。ボーカルを担当した南央美はモニカ・アレン役で出演しており、劇中でわずかだがモニカが『君のあしたへ』を歌うシーンがある。